# Gratiola linifolia
Gratiola linifolia là một loài thực vật có hoa trong họ Mã đề. Loài này được Vahl mô tả khoa học đầu tiên năm 1804.